# Nina Turčin
Nina Turčin (* 17. Mai 2007) ist eine slowenische Leichtathletin, die sich auf den Mittelstreckenlauf spezialisiert hat.

## Sportliche Laufbahn
Erste internationale Erfahrungen sammelte Nina Turčin im Jahr 2024, als sie bei den U18-Balkan-Meisterschaften in Maribor in 2:16,25 min den achten Platz im 800-Meter-Lauf belegte. Anschließend schied sie bei den U18-Europameisterschaften in Banská Bystrica mit 2:13,48 min im Halbfinale aus. Im Jahr darauf gelangte sie bei den U20-Balkan-Hallenmeisterschaften in Sofia mit 2:15,21 min auf den achten Platz und im Juli belegte sie bei den U20-Balkan-Meisterschaften in Craiova in 2:15,07 min den siebten Platz.
2025 wurde Turčin slowenische Hallenmeisterin in der 4-mal-400-Meter-Staffel.

## Persönliche Bestleistungen
- 800 Meter: 2:10,79 min, 5. Juni 2025 in Maribor
  - 800 Meter (Halle): 2:11,61 min, 28. Januar 2024 in Novo Mesto